# Hans Geiger
Johannes „Hans“ Wilhelm Geiger (n. 30 septembrie 1882, Neustadt an der Weinstraße, Renania-Palatinat, Germania – d. 24 septembrie 1945, Potsdam, Zona de ocupație sovietică) a fost un fizician german, cunoscut prin descoperirea împreună cu Walther Müller a detectorului de particule Geiger-Müller.

## Biografie
Geiger a studiat din 1902 fizica și matematica la Universitatea din Erlangen, unde în 1906 a obținut și doctoratul. În 1907 se mută la Manchester la Institutul Ernest Rutherford.

## Familia
Geiger a fost căsătorit cu Elisabeth Heffter, fiica farmacologului Arthur Heffter. A avut trei copii.